# Jabuka, Pančevo
Jabuka (izvirno srbsko Јабука) je naselje v Srbiji, ki upravno spada pod Mesto Pančevo; slednja pa je del Južnobanatskega upravnega okraja.

## Demografija
V naselju živi 5.035 polnoletnih prebivalcev, pri čemer je njihova povprečna starost 37,9 let (37,0 pri moških in 38,7 pri ženskah). Naselje ima 1.807 gospodinjstev, pri čemer je povprečno število članov na gospodinjstvo 3,41.
Prebivalstvo je večinoma nehomogeno.
|  |

| Demografija | Demografija     | Demografija     |
| Leto        | Št. prebivalcev | Št. prebivalcev |
| ----------- | --------------- | --------------- |
|             |                 |                 |
|             |                 |                 |
|             |                 |                 |
|             |                 |                 |
| 1948        | 4392            |                 |
| 1953        | 4623            |                 |
| 1961        | 5245            |                 |
| 1971        | 5453            |                 |
| 1981        | 6453            |                 |
| 1991        | 6598            | 6441            |
| 2002        | 6614            | 6312            |
|             |                 |                 |

| Etnična sestava po popisu iz leta 2002 | Etnična sestava po popisu iz leta 2002 | Etnična sestava po popisu iz leta 2002 | Etnična sestava po popisu iz leta 2002 | Etnična sestava po popisu iz leta 2002 |
| -------------------------------------- | -------------------------------------- | -------------------------------------- | -------------------------------------- | -------------------------------------- |
| Srbi                                   | Srbi                                   |                                        | 3.224                                  | 51,07%                                 |
| Makedonci                              | Makedonci                              |                                        | 2.054                                  | 32,54%                                 |
| Jugoslovani                            | Jugoslovani                            |                                        | 307                                    | 4,86%                                  |
| Romuni                                 | Romuni                                 |                                        | 79                                     | 1,25%                                  |
| Madžari                                | Madžari                                |                                        | 27                                     | 0,42%                                  |
| Romi                                   | Romi                                   |                                        | 24                                     | 0,38%                                  |
| Slovaki                                | Slovaki                                |                                        | 15                                     | 0,23%                                  |
| Hrvati                                 | Hrvati                                 |                                        | 14                                     | 0,22%                                  |
| Črnogorci                              | Črnogorci                              |                                        | 12                                     | 0,19%                                  |
| Bolgari                                | Bolgari                                |                                        | 9                                      | 0,14%                                  |
| Slovenci                               | Slovenci                               |                                        | 2                                      | 0,03%                                  |
| Rusi                                   | Rusi                                   |                                        | 2                                      | 0,03%                                  |
| Muslimani                              | Muslimani                              |                                        | 2                                      | 0,03%                                  |
| Nemci                                  | Nemci                                  |                                        | 1                                      | 0,01%                                  |
| Neznano                                | Neznano                                |                                        | 17                                     | 0,26%                                  |